# Liste des Azerbaïdjanais du Haut-Karabakh
Voici une liste des Azerbaïdjanais du Haut-Karabakh.

## Personnalités éminentes de Choucha
- Mir Mohsun Navvab, artiste et poète
- Khourchidbanou Natavan, poète[1]
- Sadigjan, musicien, inventeur de la variété azérie du târ
- Gasim bay Zakir, poète
- Khoudadate bey Malik-Aslanov, scientifique et homme politique
- Najaf bey Vazirov, dramaturge et journaliste
- Bul-Bul, chanteur folk et d'opéra
- Bulbuldjan, chanteur folk
- Abdurrahim Bey Hagverdiyev, dramaturge[2]
- Yusif Vəzir Çəmənzəminli (12 septembre 1887 au 3 janvier 1943, Russie), auteur principal du roman Ali et Nino, publié sous le pseudonyme Kurban Said[réf. nécessaire]
- Karim bey Mehmandarov, médecin et militant social
- Khan Chouchinsky, chanteur folk[3]
- Chamsi Badalbeyli, metteur en scène et acteur
- Suleyman Sani Akhundov, dramaturge azerbaïdjanais, journaliste, auteur pour enfants et enseignant (3 octobre 1875, Choucha - 29 mars 1939, Bakou)
- Ahmad Agdamski, chanteur d'opéra azerbaïdjanais, chanteur et acteur mugam (5 janvier 1884, Choucha - 1er avril 1954 Agdach)
- Soltan Hadjibeyov, compositeur azerbaïdjanais et artiste du peuple de l'URSS (5 mai 1919 Choucha - 19 septembre 1974 Bakou)
- Üzeyir Hacıbəyov (1885–1948), fondateur de la musique azerbaïdjanaise
- Djabbar Garyaghdioghlu, chanteur folk azerbaïdjanais (khananda) (31 mars 1861 Choucha - 20 avril 1944 Bakou)
- Seyid Chouchinski, chanteur folk azerbaïdjanais (khananda) (12 avril 1889, Horadiz - 1er novembre 1965, Bakou)
- Mir Hasan Vazirov, révolutionnaire azerbaïdjanais et l'un des 26 commissaires de Bakou
- Latif Kerimov, créateur de tapis azerbaïdjanais connu pour sa contribution à une variété de domaines artistiques (17 novembre 1906, Choucha - 1991, Bakou)
- Mehdigulu Khan Vefa, poète lyrique d'Azerbaïdjan, lieutenant-colonel de l'armée russe, fils d'un célèbre poète karabakh Khourchidbanou Natavan (1855 Choucha - 1900 1900 Tbilissi)

## Personnalités de Khankendi
- Fakhraddin Manafov, acteur

## Personnalités de Hadrout
- Javad Malik-Yeganov, homme politique